# Diamond-Star Motors
Diamond-Star Motors (powszechnie skracane do DSM) było wspólnym przedsięwzięciem Chrysler Corporation oraz Mitsubishi Motors Corporation (MMC). Nazwa pochodzi od logo firm macierzystych: trzy diamenty (Mitsubishi) oraz gwiazda wpisana w pięciobok (Chrysler). W 1995 roku, cztery lata po przejęciu całkowitej kontroli nad zakładem produkcyjnym przez Mitsubishi, Diamond-Star Motors oficjalnie zmieniło nazwę na Mitsubishi Motor Manufacturing of America, Inc. (MMMA), i od 2002 roku oficjalną nazwą spółki jest Mitsubishi Motors North America, Inc. (MMNA) Manufacturing Division.
Trzy z wyprodukowanych przez Diamond-Star Motors samochodów Mitsubishi Eclipse, Eagle Talon i Plymouth Laser powszechnie nazywa się "DSM'ami".

## Pochodzenie
Początki Diamond-Star Motors sięgają 1970 roku, kiedy to spółka Chrysler Corporation przejęła pakiet 15 procent udziałów w Mitsubishi Motors. Stanowiło to część strategii rozwoju Mitsubishi, która zakładała współpracę z zagranicznymi partnerami. Amerykańska spółka rozpoczęła sprzedaż samochodów Mitsubishi pod markami Chrysler, Dodge i Plymouth. Współpraca okazała się sukcesem, gdyż w latach 70' wzrósł popyt na mniejsze i bardziej ekonomiczne samochody. Wypełniły one lukę w ofercie grupy Chryslera.
Już przed 1982 rokiem Chrysler importował rocznie 110 tys. samochodów Mitsubishi. Jednakże po pewnym czasie pojawił się niewielki konflikt, jako że Japończycy zapragnęli sprzedawać swoje samochody bezpośrednio poprzez własną sieć salonów. W tamtym okresie obowiązywał system ograniczający liczbę samochodów, które japoński producent mógł eksportować do Stanów Zjednoczonych. Po otwarciu własnych przedstawicielstw, sprzedających bezpośrednio samochody marki Mitsubishi, japońska marka musiała odliczać każdy importowany model Cordia, Tredia oraz Starion od przydziału dla Chryslera.

## Utworzenie spółki

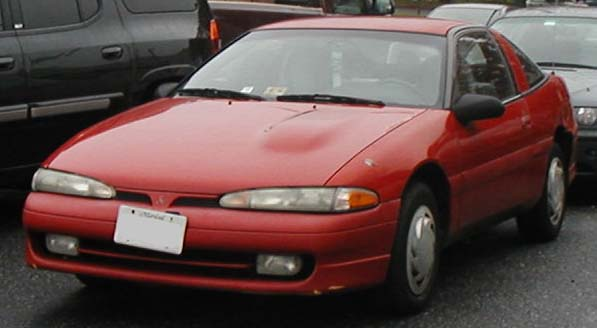
Mitsubishi Eclipse z lat 1990-94 - pierwszy samochód marki Mitsubishi zbudowany w fabryce Diamond-Star Motors.

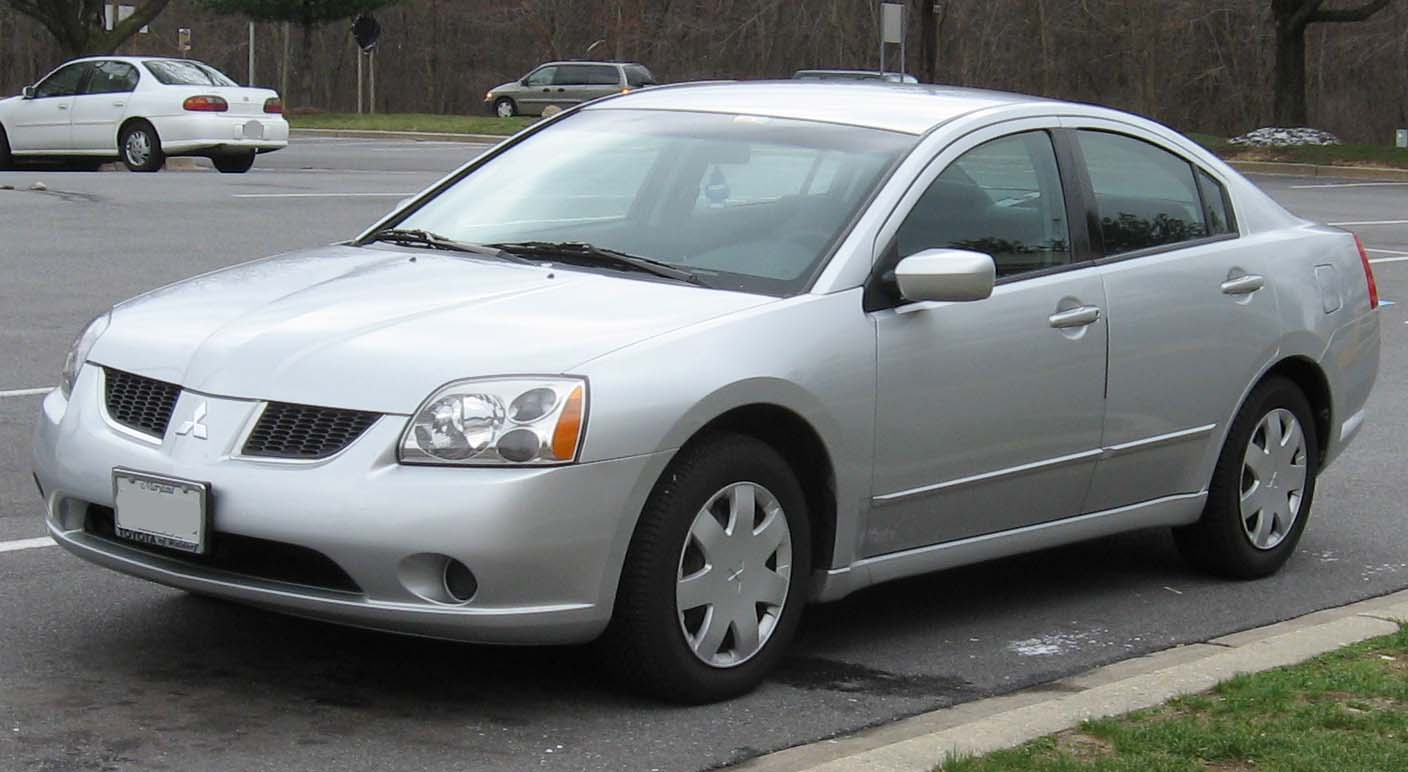
Dziewiąta generacja sedana Mitsubishi Galant została zaprojektowana i zbudowana wyłącznie na rynek Ameryki Północnej i jest najchętniej kupowanym produktem Mitsubishi Motors North America.

Aby uniknąć ograniczeń, w październiku 1985 roku partnerzy oficjalnie utworzyli spółkę Diamond-Star Motors. Dzięki pakietowi motywacyjnemu wartemu 274 miliony dolarów oraz potężnemu, a zarazem kontrowersyjnemu lobby ze strony stanu i samorządów lokalnych, w stanie Illinois wybudowano nową fabrykę samochodów. W kwietniu 1986 roku w mieście Normal wydzielono teren o powierzchni 177.000 m² na zakład produkcyjny. Fabryka, której roczna zdolność produkcyjna wynosiła 240 tys. pojazdów, została ukończona w marcu 1988 roku. W 1989 roku pracownicy fabryki utworzyli związek zawodowy United Auto Workers Local 2488 oraz podpisali pierwszą umowę ze spółką.
Wstępnie w fabryce produkowano trzy modele samochodów: Mitsubishi Eclipse, Plymouth Laser i Eagle Talon. Były one małymi samochodami sportowymi 2+2 zbudowanymi na nowej, wspólnie zaprojektowanej płycie podłogowej. W ciągu następnych dziesięciu lat w fabryce produkowano między innymi modele Mitsubishi Mirage/Eagle Summit, Mitsubishi Galant, Dodge Avenger/Chrysler Sebring oraz Dodge Stratus.

## Odejście Chryslera
Początkowo Diamond-Star Motors było spółką joint venture łączącą Chryslera i Mitsubishi. Jednak w 1991 roku japońska spółka wykupiła udziały w kapitale i w konsekwencji produkcja pojazdów Chrysler odbywała się na podstawie umowy. Chrysler sprzedał Mitsubishi swoje udziały w kapitale w 1993 roku, a 1 lipca 1995 roku Diamond-Star Motors zostało przemianowane na Mitsubishi Motors Manufacturing America (MMMA). Obie spółki, pomimo podziału, nadal utrzymują umowy o współpracy w produkcji.
Obecnie zakład produkuje pojazdy przy użyciu amerykańskiej płyty podłogowej Mitsubishi PS, włączając w to obecne Endeavor, Galant i Eclipse, i eksportuje je do 26 krajów na całym świecie. W wysoko zmechanizowanym zakładzie pracuje około 1900 osób oraz około 1000 zautomatyzowanych maszyn. Na skutek ekspansji w 2003 roku fabryka rozrosła się do 223.000 m².

## Produkcja, 1988–2005
| Rok   | Liczba wyprodukowanych pojazdów |
| ----- | ------------------------------- |
| 1988  | 2.409                           |
| 1989  | 90.741                          |
| 1990  | 148.379                         |
| 1991  | 153.936                         |
| 1992  | 139.783                         |
| 1993  | 136.035                         |
| 1994  | 169.829                         |
| 1995  | 218.161                         |
| 1996  | 192.961                         |
| 1997  | 189.086                         |
| 1998  | 157.139                         |
| 1999  | 161.844                         |
| 2000  | 222.036                         |
| 2001  | 193.435                         |
| 2002  | 202.352                         |
| 2003  | 173.699                         |
| 2004  | 113.435                         |
| 2005  | 87.594                          |
| Total | 2.752.854                       |

(źródło: Historia Produkcji MMNA)